# Rancho Alegre (Paraná)
Rancho Alegre est une municipalité brésilienne située dans l'État du Paraná.